# David Krech
David Krech (geb. als Yitzhok-Eizik Krechevsky, 27. März 1909 in Švenčionys; † 14. Juli 1977 in Berkeley) war ein US-amerikanischer Sozial- und experimenteller Neuropsychologe, der zuletzt als emeritierter Professor an der University of California, Berkeley lehrte.

## Leben
Er stammte aus einer jüdischen Familie von bedeutenden Rabbinern und Talmudgelehrten und wurde in dem damals russischen Švenčionys (heute Litauen, deutsch Schwintzen), geboren. Als er vier Jahre alt war, wanderte seine Familie in die Vereinigten Staaten aus und ließ sich in New Britain, Connecticut, nieder. Nach der Grund- und Sekundarschule besuchte er die New York University mit der Absicht, Jura zu studieren, fand dies aber unbefriedigend. Ein Psychologiekurs überzeugte ihn davon, dass dies genau das war, was ihn interessierte: eine wissenschaftliche und objektive Methode zur Untersuchung des Verhaltens von Lebewesen. Nach seinem B.A.-Abschluss 1930 verblieb er ein weiteres Jahr an der New York University, um 1931 einen Master-Abschluss zu erwerben. Für seine Abschlussarbeit führte er ein Experiment durch, das zeigte, dass selbst bei Ratten das Lernen keine zufällige Angelegenheit ist, bei der es zu Fehlern kommt. Vielmehr gehen die Tiere systematisch vor und testen eine mögliche Lösung oder „Hypothese“ nach der anderen, um ein Problem zu bewältigen. Dies war eine klassische Studie, die das in den 1930er Jahren vorherrschende Paradigma änderte, nach dem Lernen ein reiner Trial-and-Error-Prozess ist, bei dem die falschen Antworten allmählich eliminiert und die richtigen „eingeprägt“ werden. 1932 kam er an die University of California und promovierte hier 1933 (Ph. D.). Dabei studierte er bei Edward C. Tolman und wiederholte erfolgreich sein ursprüngliches Experiment über Hypothesen beim Lernen von Tieren. 
Danach erhielt er ein Postdoc-Stipendiun des National Research Council für Psychologie und ging an die University of Chicago, um bei Karl Spencer Lashley zu arbeiten. Es folgten zwei Jahre als Assistent an der gleichen Einrichtung; in diesen drei Jahren untersuchte er die dem Hypothesenverhalten zugrunde liegenden Gehirnmechanismen. 1937 wechselte er an das Swarthmore College als wissenschaftlicher Mitarbeiter von Wolfgang Köhler, 1938 wurde er an die Fakultät der University of Colorado berufen. Nach verschiedenen Meinungsverschiedenheiten mit dem Board of Regents in politischen Fragen verließ er die Universität nach einem Jahr; in den nächsten Jahren arbeitete er in nicht-akademischen Berufen: Von 1939 bis Juli 1941 für eine Organisation namens New America, eine Organisation, die gegründet wurde, um die Gesellschaft der Vereinigten Staaten während der Großen Depression zu verbessern. Hierbei war er leitender Redakteur der Publikationen von New America. Zu Beginn des Zweiten Weltkriegs trat er in die Armee ein und wurde, nachdem er zuerst eine Einberufung abgelehnt hatte, dem Office of Strategic Services, einem Nachrichtendienst des Kriegsministeriums der Vereinigten Staaten, zugeteilt. Während seiner Zeit als Sergeant in der US-Armee konzentrierte er sich auf die Messung von Einstellungen und die Bewertung von Spionagekandidaten, die in feindliches Gebiet eindringen sollten. Gegen Ende des Krieges nahm er an einer Studie teil, welche die Auswirkungen der strategischen Bombardierung auf die Moral der deutschen Zivilbevölkerung durch Verhaltensstudien ermitteln sollte. Bevor er in die Armee eintrat, hatte er auch an Erhebungen über die Einstellung der Bevölkerung für das Kriegsministerium gearbeitet. Nach Kriegsende kehrte er für zwei Jahre als Assistenzprofessor an das Swarthmore College zurück, 1947 erhielt er einen Ruf an die University of California und er verbrachte dann den Rest seines Lebens als Mitglied der dortigen Fakultät. Hier arbeitete er mit Kollegen wie Egerton L. Ballachey, Frank A. Beach, Richard S. Crutchfield, D. MacKinnon oder B. Ritchie zusammen.

## Werk
Nach seiner Rückkehr nach Berkeley lehrte Krech vor allem auf dem Gebiet der Sozialpsychologie. Sein erstes Buch Theory and Problems of Social Psychology  markierte den Beginn vieler bedeutender gemeinsamer Arbeiten mit Richard Crutchfield.
1950 begann er zusammen mit Melvin Calvin, Professor für Chemie und späterer Nobelpreisträger, die Möglichkeit zu erforschen, chemische Veränderungen im Gehirn zu analysieren, die einem Lernprozess zugrunde liegen könnten. Dies führte dazu, dass er zusammen mit Mark R. Rosenzweig ein langes und fruchtbares Forschungsprogramm über die Gehirnchemie im Zusammenhang mit dem Verhalten startete. Hauptmitarbeiter bei diesem Projekt waren Edward L. Bennett sowie Marian Diamond und sie erforschten die Beziehung zwischen Gehirnchemie und dem Verhalten bei Ratten sowie die anatomische Neuronale Plastizität in der Ratten-Hirnrinde.

## Ehrungen
- Gastprofessor an der Harvard University, der Universität Oslo, der Radboud-Universität Nijmegen und Jacob Ziskind Gastprofessor der Brandeis University
- Preis des International Forum of the Neurological Organization
- Distinguished Scientific Contribution Award der American Psychological Association[1]
- Ehrendoktorwürde der Universität Oslo
- Präsident der Society for the Psychological Study of Social Issues
- Miller-Forschungsprofessur
- Fulbright-Stipendiat

## Privates
Er wurde als Yitzhok-Eizik Krechevsky als Sohn von Joseph Krechevsky und Sarah Rabinowitz geboren. Er war das zweitjüngste von neun Kindern, von denen eines vor dem Erreichen des Erwachsenenalters starb. Seinen Namen änderte er in Isadore Krechevsky, als er 1913 in die Vereinigten Staaten auswanderte. In New Britain besuchte er die Grund- und Sekundarschule. Als Kind schrieb er gerne Kurzgeschichten; er besuchte eine hebräische Schule, wo er Hebräisch und Jiddisch lesen lernte. Sein Name wurde 1943 in David Krech geändert, als er am 17. September 1943 Hilda Sidonie (Sidney) Gruenberg in Washington D.C. heiratete. Das Paar bekam den Sohn Richard Joseph.

## Publikationen (Auswahl)
Monografien
- Mit Richard S. Crutchfield: Kognitionspsychologie. Beltz Verlag, Weinheim 1985, ISBN 978-3-407-54674-6.
- Mit Richard S. Crutchfield: Grundlagen der Psychologie (7. Aufl.).  Beltz Verlag, Weinheim 1976 (Orig.: Elements of psychology. 1958 eingeschränkte Vorschau).
- Mit Richard S. Crutchfield; Egerton L. Ballachey: Individual in society: A textbook of social psychology. McGraw-Hill, New York 1962.
- Mit Richard S. Crutchfield: Theories and Problems of Social Psychology. Mc Graw Hill, New York 1948.
- Mit Richard S. Crutchfield; Norman Livson; Jerome Smith: Myriam Smith: Elements of Psychology. Knopf, New York 1974, ISBN 978-0-394-31768-7.

Zeitschriftenartikel
- E. L. Bennett; M. R. Rosenzweig; D. Krech A.; Ohlander; H. Morlmoto: Cholinesterase activity and protein content of rat brain. In: Journal of Neurochemistry, 2006, 6 (3), S. 210–218.
- Norman Livinson; David Krech: Dynamic Systems, Perceptual Differentiation, and Intelligence. In: Journal of Personality, 2006, 25 (1), S. 46–58.
- E. L. Bennett; M. C. Diamond; D. Krech; M. R. Rosenzweig: Chemical and anatomical plasticity of brain. In: The Journal of Neuropsychiatry and Clinical Neurosciences, 1996, 8 (4), S. 459–70.
- W. B. Quay; E. L. Bennett; M. R. Rosenzweig; D. Krech: Effects of isolation and environmental complexity on brain and pineal organ. In: Physiology & Behavior, 1969, 4 (4), S. 489–494.
- Rosenzweig, M. R., Krech, D., Bennett, E. L., & Diamond, M. C. (1962). Effects of environmental complexity and training on brain chemistry and anatomy: a replication and extension. Journal of comparative and physiological psychology, 55 (4), 429.[2]